# Заместитель фюрера
Заместитель фюрера (нем. Stellvertreter des Führers, сокр. StdF) — руководящая должность в НСДАП, введённая фюрером партии Адольфом Гитлером распоряжением от 21 апреля 1933 года. В течение восьми лет до 12 мая 1941 года эту должность занимал его ближайший соратник Рудольф Гесс. После перелёта Гесса в Великобританию 10 мая 1941 года должность была упразднена, обязанности были возложены на начальника также распущенного штаба заместителя фюрера Мартина Бормана, возглавившего Партийную канцелярию НСДАП.
После прихода к власти национал-социалистов 30 января 1933 года Адольф Гитлер, занявший пост рейхсканцлера, погрузился в государственные дела, а вопросы повседневного руководства партией возложил на Рудольфа Гесса, некогда личного секретаря фюрера, к этому времени уже возглавлявшего Центральную политическую комиссию партии и связной штаб НСДАП в Берлине. Полномочия заместителя фюрера не были установлены ни законом, ни указом Гитлера, и при осуществлении своих функций заместитель фюрера Рудольф Гесс опирался исключительно на авторитет фюрера. В письме Герингу по поводу конфликта с Робертом Леем Гесс разъяснял, что Гитлер поставил его на эту должность, «чтобы в моём лице обеспечить единство партии, что он в силу своей загруженности другими задачами не был в состоянии сделать сам». Название должности «заместитель фюрера» впоследствии подвергалось критике. Титул «фюрер» предназначался исключительно для Гитлера, чтобы выделить его из ряда прочих рейхсканцлеров, и стал обязательной и единственной формой обращения к нему как в области руководства партией, так и государством. Должность заместителя фюрера при этом обретала неоправданный образ второго лица в государстве и вводила в заблуждение. Ганс Генрих Ламмерс предлагал переименовать должность Гесса в «рейхсминистра по партийным вопросам» или в «уполномоченного фюрера по НСДАП». В отсутствие интереса к этому вопросу у Гитлера Гесс, которому эти варианты не понравились, предпочёл оставаться заместителем фюрера. В сентябре 1933 года Гитлер распорядился о снятии с Гесса звания рейхсляйтера НСДАП и вывел его из состава СС, чтобы подчеркнуть его уникальное положение в партии. Подчинявшийся исключительно Гитлеру заместитель фюрера Гесс был уполномочен принимать решения от имени фюрера по всем вопросам, касавшимся партийного руководства, тем не менее, высшие партийные руководители не подчинялись ему напрямую, а само название должности говорило о том, что Гитлер не был готов передать Гессу всю полноту власти в НСДАП. Штаб-квартира заместителя фюрера находилась в Коричневом доме в «столице национал-социалистического движения» — Мюнхене.